# Otok Cvijeća
Otok Cvijeća är en ö i Montenegro. Den ligger i den sydvästra delen av landet. Ön har broförbindelse till landet.